# Белгатойское сельское поселение (Веденский район)
Белгатойское се́льское поселе́ние — муниципальное образование в Веденском районе Чечни Российской Федерации.
Административный центр — село Белгатой.

## История
Статус и границы сельского поселения установлены Законом Чеченской Республики от 20 февраля 2009 года № 14-РЗ «Об образовании муниципального образования Веденский район и муниципальных образований, входящих в его состав, установлении их границ и наделении их соответствующим статусом муниципального района и сельского поселения».

## Население
| 2010 | 2012 | 2013 | 2014 | 2015 | 2016 | 2017 |
| ---- | ---- | ---- | ---- | ---- | ---- | ---- |
| 621  | ↘604 | ↗610 | ↘583 | ↘575 | ↘564 | ↘552 |
| 2018 | 2019 | 2020 | 2021 | 2023 | 2024 |      |
| ↘545 | ↘542 | ↗547 | ↗671 | ↘648 | ↗658 |      |

## Состав сельского поселения
| № | Населённый пункт | Тип населённого пункта       | Население |
| - | ---------------- | ---------------------------- | --------- |
| 1 | Белгатой         | село, административный центр | ↗658      |